# Syssphinx
Genre
Syssphinx est un genre de lépidoptères (papillons) appartenant à la famille des Saturniidae, à la sous-famille des Ceratocampinae.

## Liste d'espèces
Selon NCBI (27 mai 2011) :
- Syssphinx colla
- Syssphinx mexicana
- Syssphinx molina
- Syssphinx quadrilineata